# NGC 883
NGC 883 هي مجرة محدبة تقع في كوكبة قيطس حوالي 243 مليون سنة ضوئية من درب التبانة. اكتشفها عالم الفلك الألماني البريطاني ويليام هيرشل عام 1785.